# Яїр Верхаймер
Яїр Верхаймер (нар. 11 березня 1955) — колишній ізраїльський тенісист.

## Фінали циклу ILTF

### Одиночний розряд (1 поразка)
| Результат | Рік  | Турнір                         | Суперник        | Рахунок  |
| --------- | ---- | ------------------------------ | --------------- | -------- |
| Поразка   | 1972 | Hampshire Tennis Championships | Річард А. Леслі | 5–7, 1–6 |